# Silke Langenberg

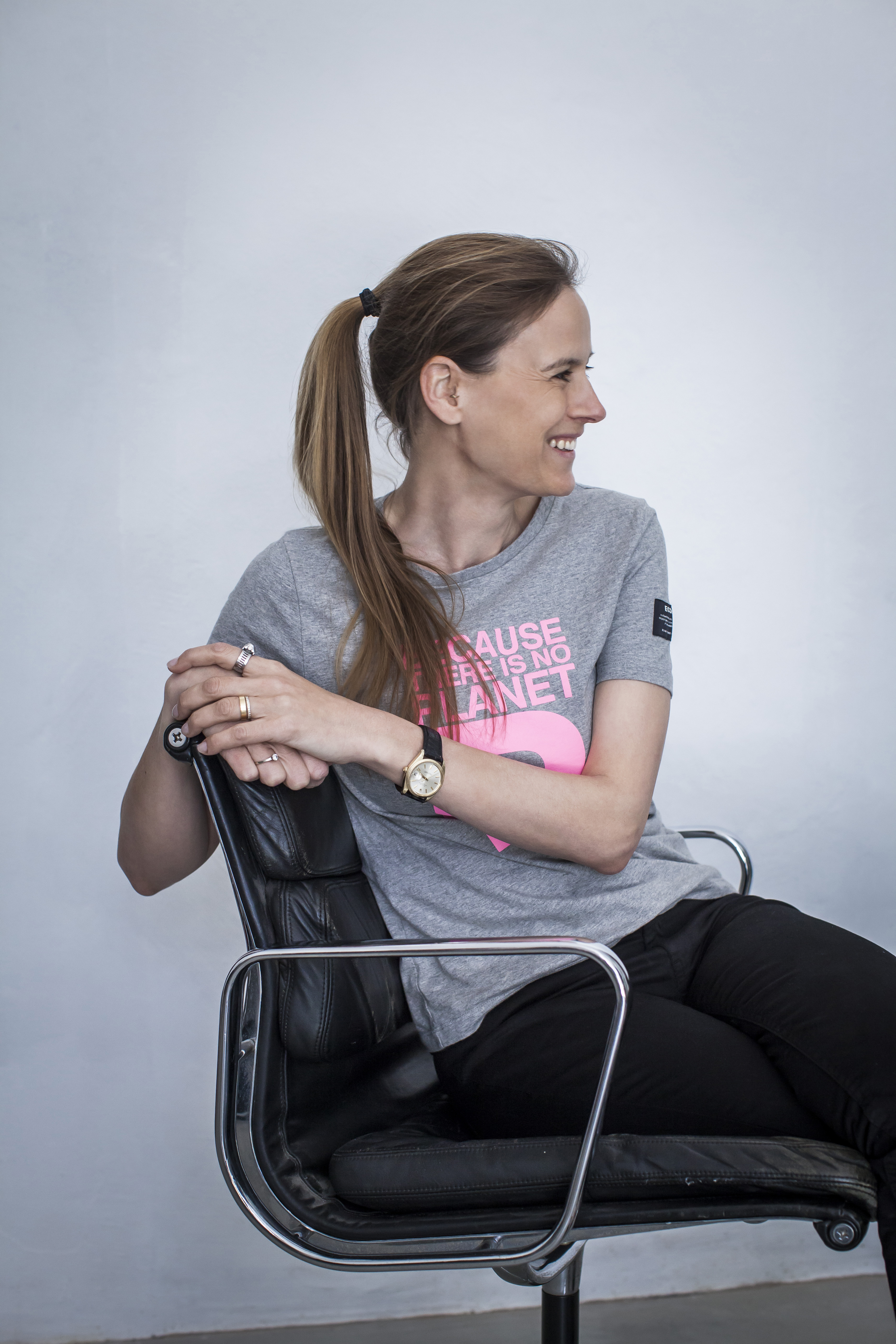
Silke Langenberg, 2020

Silke Langenberg (* 1974) ist eine deutsch-schweizerische Denkmaltheoretikerin und Architektin. Sie ist ordentliche Professorin für Konstruktionserbe und Denkmalpflege am Departement Architektur der ETH Zürich.

## Leben
Nach dem Architekturstudium an der Fakultät Bauwesen der Universität Dortmund und an der IUAV war Silke Langenberg wissenschaftliche Mitarbeiterin am Lehrstuhl für Denkmalpflege und Bauforschung der Universität Dortmund, wo sie 2006 mit einer ingenieurwissenschaftlichen Arbeit promoviert wurde. Von 2006 bis 2014 forschte und lehrte sie an der ETH Zürich. Zwischen 2011 und 2013 war sie mehrfach zu Forschungsaufenthalten am Singapore-ETH-Center for Global Environmental Sustainability. 2014 übernahm sie die Professur für Bauen im Bestand, Denkmalpflege und Bauaufnahme an der Hochschule für angewandte Wissenschaften München. Seit 1. August 2020 besetzt sie die zweite ordentliche Professur am Institut für Denkmalpflege und Bauforschung der ETH Zürich.
In der Diskussion um die Würdigung und Erhaltung der Architektur der 1960er und 1970er Jahre betonte Silke Langenberg schon früh die Notwendigkeit einer Berücksichtigung ingenieurwissenschaftlicher Aspekte. Im Zusammenhang mit ihren Forschungsarbeiten zum Systembau thematisierte sie insbesondere den denkmaltheoretischen Konflikt zwischen konzeptionellem Grundgedanken eines Bauwerks und der materiellen Erhaltung seiner Originalsubstanz. Darauf aufbauend führte sie im Jahr 2023 den „Transformationswert“ in die denkmaltheoretische Wertedebatte ein. Ihre Forschungsarbeiten beschäftigen sich u. a. mit Versuchen zur Rationalisierung von Bauprozessen sowie Fragen der Entwicklung, Reparatur, Würdigung und langfristigen Erhaltung von seriell, industriell und digital hergestellten Konstruktionen.
2014 initiierte sie an der Hochschule München in Kooperation mit dem dortigen Fablab sowie dem Haus der Eigenarbeit erstmals einen Reparaturkurs mit Studierenden, dessen Ergebnisse vielfach publiziert und ausgestellt wurden und der von verschiedenen Hochschulen in Deutschland und der Schweiz übernommen wurde.
Im Jahr 2019 war sie Mitglied des Initiativkomitees zur Einrichtung des DFG-Schwerpunktprogramms "Kulturerbe Konstruktion". Als Folge in diesem Kontext diskutierter Fragestellungen benannte sie das von ihr vertretene Fachgebiet „Konstruktionserbe und Denkmalpflege“ und prägte damit an der ETH Zürich einen eigenen Forschungsbereich und -begriff, der sich mit der Würdigung und Vermittlung bauprozessualer, -technischer und konstruktiver Innovationen beschäftigt. Ihre Professur ist daher sowohl dem Institut für Denkmalpflege und Bauforschung als auch dem Institut für Technologie in der Architektur zugehörig.
Silke Langenberg ist Mitglied des Schweizerischen Ingenieur- und Architektenvereins (SIA Sektion Zürich), assoziiertes Mitglied des Bundes Schweizerischer Architektinnen und Architekten (BSA) sowie zahlreicher wissenschaftlicher Fachverbände.

## Schriften (Auswahl)
Vollständige Liste unter langenberg.arch.ethz.ch
- Silke Langenberg: A Future for Whose Past? In: ICOMOS Suisse und Konstruktionserbe und Denkmalpflege, ETH Zürich (Hrsg.): A future for whose past? Das Erbe von Minderheiten, Randgruppen und Menschen ohne Lobby. 1. Auflage. Hier und Jetzt, Zürich 2025, ISBN 978-3-03919-642-5, S. 16–32.
- Matthias Brenner, Silke Langenberg, Kirsten Angermann und Hans-Rudolf Meier (Hrsg.): High-tech heritage: (im)permanence of innovative architecture. 2., erweiterte  Auflage. Birkhäuser, Basel 2025, ISBN 978-3-0356-2960-6.
- Kirsten Angermann, Hans-Rudolf Meier, Matthias Brenner und Silke Langenberg (Hrsg.): Denkmal Postmoderne: Bestände einer (un)geliebten Epoche. Birkhäuser, Bâle 2024, ISBN 978-3-0356-2783-1.
- SBB Fachstelle Denkmalpflege, Lehrstuhl für Konstruktionserbe und Denkmalpflege ETH Zürich (Hrsg.): Eisenbahndenkmalpflege – Préservation du patrimoine ferroviaire – Railway Heritage Preservation. Dokumentationsband zur internationalen Tagung vom 23.–25. Juni 2022. Zürich 2024, ISBN 978-3-7965-4960-1.
- Holzer, Stefan; Langenberg, Silke; Knobling, Clemens; Kasap, Orkun, eds. (21 June 2024). Construction Matters: Proceedings of the 8th International Congress on Construction History (1 ed.). vdf Hochschulverlag AG. doi:10.3218/4166-8. ISBN 978-3-7281-4166-8.
- Die Zukunft der Denkmalpflege: Ein Gespräch mit Prof. Silke Langenberg. Interview geführt von Sorana Radulescu. Veröffentlicht am 7. November 2023 auf baunetz CAMPUS
- Silke Langenberg (Hrsg.): Upgrade - making things better. Hatje Cantz, Berlin 2022, ISBN 978-3-7757-5334-0.
- Highly visible & Highly valuable. Big housing estates of the boom years. In: Maren Harnack, Natalie Heger, Matthias Brunner (Hrsg.): Adaptive Re-Use. Strategies for Post-War Modernist Housing. Berlin 2020, ISBN 978-3-86859-611-3, S. 37–45.
- Reparatur als didaktisches Konzept. In: Daniel Stockhammer (Hrsg.): Upcycling. Wieder- und Weiterverwendung als Gestaltungsprinzip in der Architektur. Triest-Verlag, Zürich 2020, S. 198–211.
- Von konventionell bis rationell. Zur Bautechnik der neuen Heimat. In: Hilde Strobl, Andres Lepik (Hrsg.): Die neue Heimat (1952–1982). Eine sozialdemokratische Utopie und ihre Bauten. München 2019, S. 52–61.
- Silke Langenberg (Hrsg.): Reparatur. Anstiftung zum Denken und Machen. Hatje Cantz, Berlin 2018. ISBN 978-3-7757-4397-6.
- Wider das System. In: db-Metamorphose. 6, 2016, S. 126–127.
- Abbruch ist nicht die einzige Lösung. In: Neue Zürcher Zeitung. Nr. 246, 23. Oktober 2015, S. 12 (Schweizer Ausgabe), S. 20 (Internationale Ausgabe).
- Thomas Bock, Silke Langenberg: Changing Building Sites. Industrialisation and Automation of the Building Process. In: Fabio Gramazio, Matthias Kohler (Hrsg.): AD Made by Robots. Challenging Architecture at a Larger Scale. Wiley, London 2014, S. 88–99.
- Fabio Gramazio, Matthias Kohler, Silke Langenberg (Hrsg.): Fabricate. Negotiating Design & Making. gta Verlag, Zurich 2014. ISBN 978-1-78735-214-8.
- Silke Langenberg (Hrsg.): Offenheit als Prinzip. Das Marburger Bausystem. Open as a Matter of Principle. Niggli, Sulgen 2013. ISBN 978-3-7212-0882-5.
- Die digitale Herausforderung. Alterung, Reparaturfähigkeit und theoretische Reproduzierbarkeit digital fabrizierter Architektur. In: Archithese. Eine Schwäche für Materialität. 3, 2013, S. 84–85.
- The Hidden Potential of Building Systems. The 1960s Campus Lahnberge at Marburg University as an example. In: Construction History. International Journal of the Construction History Society. Vol. 28, No. 2, 2013, S. 105–126.
- Das Konzept 'Ersatz'? Probleme bei der Reparatur industriell gefertigter Bauteile. In: Günter Bayerl, Georg Stöger (Hrsg.): Reparieren – oder die Lebensdauer der Gebrauchsgüter. H. 3 (= Cottbusser Studien zur Geschichte von Technik, Arbeit und Umwelt. Band 79). Edition sigma, Berlin 2012, S. 255–272.
- Flexibilität, Variabilität, Erweiterbarkeit. Planungsgrundlagen der 1960er und 1970er Jahre. In: archimaera. H. 4, Dezember 2011: lebensdauer. S. 103–116.
- Bauten der Boomjahre. Architektonische Konzepte und Planungstheorien der 60er und 70er Jahre. Wulff, Dortmund 2006, 2. Aufl. 2011.
- Geplante Gestaltung – gebauter Prozess. Architektur der 60er und 70er Jahre. In: Wolkenkuckucksheim. Internationale Zeitschrift für Theorie und Wissenschaft der Architektur. 13, 2008. H. 1: Zum Interpretieren von Architektur. Konkrete Interpretationen.